# Эгути, Киёси
Киёси Эгути Кан (яп. 江口渙氏の事; 20 июля 1887, Токио — 18 января 1975, там же) — японский писатель
, политик.

## Биография
Сын армейского хирурга. С 1912 года учился на факультет английской литературы Токийского императорского университета.
В 1920 году примкнул к социалистическому движению (присутствовал на учредительном съезде и вошёл в центральный исполнительный комитет Японской социалистической лиги) и стал одним из видных деятелей пролетарской литературы в Японии 1920—1930-х гг.
Ранние рассказы Эгути, относящиеся к 1910-м гг., носят черты эстетизма. Поворот к острой социальной тематике наметился в рассказах «Лейтенант и инвалид войны» (1919), «В камере предварительного заключения» (1922). Повесть «Любовь и тюрьма» (1923, рус. пер. 1927) посвящены жизни и борьбе японских революционеров. Роман «Невеста и лошадь» (1949) повествует о жизни японских крестьян.
Автор мемуаров «Полвека моей жизни в литературе» (т. 1—2, 1953—1958).
В 1961 году избран в ЦК Коммунистической партии Японии вместе с Сигэхару Накано.

## Избранные произведения
- 赤い矢帆 新潮社 1919
- 労働者誘拐 東京刊行社 1919
- 新芸術と新人 聚英閣 1920
- 性格破産者 新潮社 1920
- 悪霊 春陽堂 1920
- 或女の犯罪 金星堂 1922
- 木の葉の小判 赤い鳥社 1922
- 恋と牢獄 新潮社 1923
- かみなりの子 第一出版協会 1925
- 火山の下に 文化集団社 1934
- 向日葵之書 楽浪書院 1935
- 梟のお引越し 中央公論社 1940
- はたらく子供 桜井書店 1941
- 愛情 白揚社 1942
- 太平洋漂流記 二葉書店 1946
- 流と子供 桜井書店 1947